# Fluorchegemita
La fluorchegemita és un mineral de la classe dels silicats que pertany al grup de la chegemita. Rep el nom pel mineral chegemita i pel seu contingut en fluor.

## Característiques
La fluorchegemita és un nesosilicat de fórmula química Ca₇(SiO₄)₃F₂. Va ser aprovada com a espècie vàlida per l'Associació Mineralògica Internacional el 2012, sent publicada l'any 2015. Cristal·litza en el sistema ortoròmbic. La seva duresa a l'escala de Mohs es troba entre 5,5 i 6.
L'exemplar que va servir per a determinar l'espècie, el que es coneix com a material tipus, es troba conservat a les col·leccions del Museu Mineralògic Fersmann, de l'Acadèmia de Ciències de Rússia, a Moscou (Rússia), amb el número de registre: 4163/1.

## Formació i jaciments
Va ser descoberta al mont Lakargi, situat a la caldera volcànica Upper Chegem, a la vall de Baksan (Kabardino-Balkària, Rússia), on es troba en forma de grans irregulars de fins a 0,2 mm. També ha estat descrita al volcà Shadil-Khokh, a Ossètia del Sud. Aquests dos indrets són els únics de tot el planeta on ha estat descrita aquesta espècie mineral.